# La France pour la vie
La France pour la vie est un livre de Nicolas Sarkozy sorti en janvier 2016. Dans ce livre, il explique ses regrets et ses points de vue pour l'élection présidentielle de 2017 (élection à laquelle il n'est pas encore candidat à la parution du livre),,,,,.
Le 24 août 2016, il sort un nouvel ouvrage intitulé Tout pour la France, dans lequel il donne ses thèmes de campagne pour les primaires du parti Les Républicains, auxquelles il a présenté sa candidature deux jours auparavant,,.

## Ventes
L'éditeur envoie 100 000 exemplaires de ce livre politique aux libraires. Le livre se vend finalement à près de 200 000 exemplaires. Les mémoires des anciens présidents de la république sont un phénomène d'édition, avec d'excellentes ventes. Ainsi Chaque pas doit être un but (2009), le premier tome des mémoires de Jacques Chirac s'était écoulé à 350 000 exemplaires et Les Leçons du pouvoir (2018) de François Hollande à près de 100 000 exemplaires  trois semaines après sa sortie. 

## Erreurs
Plusieurs erreurs factuelles sont présentes dans le livre,.
Le journal Libération publie un article de vérification par les faits concernant certaines erreurs.